# Port lotniczy Arandis
Port lotniczy Arandis (IATA: ADI, ICAO: FYAR) – port lotniczy położony w Arandis, w Namibii.